# Lopharia cystidiosa
Lopharia cystidiosa är en svampart som först beskrevs av Rehill & B.K. Bakshi, och fick sitt nu gällande namn av Boidin 1969. Lopharia cystidiosa ingår i släktet Lopharia och familjen Polyporaceae.   Inga underarter finns listade i Catalogue of Life.